# 手話劇
手話劇（しゅわげき）は、手話言語によって表現される劇。音声言語と併せて用いる場合もある。「ろう演劇」という概念もあるが手話劇はろう文化のうち手話言語による劇を意味する。ろう学校などの演劇では口話（口話法）による形式もあり、手話劇の演者は後述のようにろう者ではなく聴者が主体となる場合もある。

## 西洋における手話劇
イギリスなどには「ろう演劇」の文化があったがイギリスろう連盟の演劇コンテストの廃止や若者のろうクラブ離れによって衰退した。
その後、福祉事業での助成を得る必要から、聴者が手話を覚え、ろう者を一人加えて「手話劇」と称して上演が行われるようになったといわれている。しかし、口話主義の影響は強く、特に共産圏では手話よりもパントマイムが重視された（モスクワ・パントマイム劇場など）。
1970年代のアメリカを皮切りに、1980年代のイギリス、さらに1990年代には他のヨーロッパ諸国でもろう文化の復活が見られ、ろう者によって書かれたり演出された演劇が現われた。

## 日本における手話劇

### 歴史
日本では高橋潔が設立した「車座」が日本初のろう者劇団である。1933年、車座はドレペ祭において藤井東洋男作の『ドレペとシカール』の戯曲を上演した。同時期には東京でろう者劇団「東座」が結成されているが、これらの団体は戦時中に閉鎖となった。
戦後、長く手話劇は途絶えていたが、日本ろう者劇団など各地でろう者の劇団が結成されるようになった。
日本ろう者劇団は黒柳徹子や米内山明宏らによって1980年に設立された。黒柳の『窓際のトットちゃん』が大ベストセラーになった時に、黒柳は印税でアメリカの聾学校の生徒たちによる劇団「デフシアター」（National Theatre of the Deaf、正式名称は国立ろうあ者劇団）の日本公演を経済的に支えた。来日公演ではアメリカ手話を日本語の手話に通訳し、それをさらに日本語で語る役を黒柳本人が引き受けた。
以後、高校演劇コンクールでも、国内の聾学校生徒たちの参加が増え、狂言などが当初よく取り上げられた。今日では、演技もせりふの表現もさまざまな工夫が増えている。成人の聾者の劇団としては、聴者(健常者)とともに行っているデフ・パペットシアター・ひとみなどがある。聾者と聴者に加えて、人形も使って多彩な舞台を演出している。

### 手話狂言
手話狂言は、黒柳の発案で、狂言師の三宅右近の指導を受けて日本ろう者劇団が始めたものである。「時間が短くて世界に通じる笑いを」という黒柳の発案で企画された。能楽にも造詣の深い黒柳は、和泉流狂言師・三宅右近が中学生の頃からの舞台を観ており、その後の和泉家の問題など右近の苦労をよく知っていた。黒柳は、「人の辛さ、苦しさが分かる人。指導者として、素晴らしい人」と、右近に協力を依頼した。
手話狂言とは、舞台上で、劇団員がセリフを手話で表情豊かに演じ、その所作（動き）に合わせて狂言師が袖で発声を行う、聞こえる人も聞こえない人も共に楽しむことが出来る狂言である。
狂言の古い口語のニュアンスを表現するため古い形の手話を使い、手話と声とのタイミングや、間のとり方にも工夫が重ねられ、聴者に勝るとも劣らない狂言として、古典芸能の強靭さを持つ手話狂言が誕生した。
1983年、兵庫県芦屋市のルナホールで旗揚げ公演（演目「六地蔵」）。全国7ヵ所の巡回公演を経て、イタリア・パレルモで開催された「世界ろう者会議・演劇祭典」で上演された。
その後も、全国各地、世界各国で上演され、2006年の横濱世界演劇祭でも上演されている。
1987年、文化庁芸術祭賞受賞。　2002年、内閣総理大臣表彰を受けている。